# Cercopis pallipes
Cercopis pallipes är en insektsart som beskrevs av Fabricius 1803. Cercopis pallipes ingår i släktet Cercopis och familjen spottstritar. Inga underarter finns listade i Catalogue of Life.